# Lijst van Nederlandse deelnemers aan de Olympische Zomerspelen van 2024
Deze lijst van Nederlandse deelnemers aan de Olympische Zomerspelen 2024 in Parijs geeft een overzicht van de sporters die hebben deelgenomen aan de Spelen. Het totale aantal sporters is 274 (exclusief reserves).
| Olympiër               | Sport            | Onderdeel | Ervaring  |
| ---------------------- | ---------------- | --- | --------- |
| Sarah van Aalen        | Volleybal        | volleybalploeg (vrouwen) | debutant  |
| Odile van Aanholt      | Zeilen           | 49erFX | debutant  |
| Laura Aarts            | Waterpolo        | Waterpoloploeg (vrouwen) | debutant  |
| Lois Abbingh           | Handbal          | handbalteam (vrouwen) | 3e Spelen |
| Onyema Adigida         | Atletiek         | 4 × 100 meter estafette | debutant  |
| Elvis Afrifa           | Atletiek         | 4 × 100 meter estafette | debutant  |
| Felice Albers          | Hockey           | Hockeyploeg (vrouwen) | 2e Spelen |
| Seve van Ass           | Hockey           | Hockeyploeg (mannen) | 3e Spelen |
| Dylan van Baarle       | Wielersport      | Wegwedstrijd | 2e Spelen |
| Indy Baijens           | Volleybal        | volleybalploeg (vrouwen) | debutant  |
| Lars Balk              | Hockey           | Hockeyploeg (mannen) | 2e Spelen |
| Lisa van Belle         | Wielersport      | Koppelkoers | debutant  |
| Roy van den Berg       | Wielersport      | Teamsprint | 2e Spelen |
| Isabel van den Berg    | Atletiek         | 4 × 100 meter estafette | debutant  |
| Julie Beurskens        | Judo             | -57 kg gemengde landenwedstrijd | debutant  |
| Jan van der Bij        | Roeien           | acht | 2e Spelen |
| Koen Bijen             | Hockey           | Hockeyploeg (mannen) | debutant  |
| Minke Bisschops        | Atletiek         | 4 × 100 meter estafette | debutant  |
| Pirmin Blaak           | Hockey           | Hockeyploeg (mannen) | 2e Spelen |
| Justen Blok            | Hockey           | Hockeyploeg (mannen) | debutant  |
| Stefan Boermans        | Volleybal        | Beachvolleybal | debutant  |
| Femke Bol              | Atletiek         | 400 m horden 4 × 400 meter estafette | 2e Spelen |
| Britt Bongaerts        | Volleybal        | volleybalploeg (vrouwen) | debutant  |
| Benthe Boonstra        | Roeien           | Vier-zonder | debutant  |
| Janneke Boonzaaijer    | Paardensport     | Eventing individueel eventingteam | 2e Spelen |
| Duko Bos               | Zeilen           | Laser | debutant  |
| Marit Bouwmeester      | Zeilen           | Laser Radiaal | 4e Spelen |
| Jaymio Brink           | Wielersport      | BMX | debutant  |
| Thierry Brinkman       | Hockey           | Hockeyploeg (mannen) | 2e Spelen |
| Nina ten Broek         | Waterpolo        | Waterpoloploeg (vrouwen) | debutant  |
| Stef Broenink          | Roeien           | Dubbel-twee | 2e Spelen |
| Bjarne Brouwer         | Zeilen           | 470 (g) | debutant  |
| Eli Brouwer            | Roeien           | Vier-Zonder | debutant  |
| Bregje de Brouwer      | Synchroonzwemmen | duet | 2e Spelen |
| Noortje de Brouwer     | Synchroonzwemmen | duet | 2e Spelen |
| Anne Buijs             | Volleybal        | volleybalploeg (vrouwen) | 2e Spelen |
| Sarah Buis             | Waterpolo        | Waterpoloploeg (vrouwen) | debutant  |
| Dave van der Burg      | Wielersport      | BMX | debutant  |
| Joosje Burg            | Hockey           | Hockeyploeg (vrouwen) | debutant  |
| Taymir Burnet          | Atletiek         | 4 × 100 meter estafette | 2e Spelen |
| Kim Busch              | Zwemmen          | 50m vrije slag 4x100m vrije slag estafette | 2e Spelen |
| Khalid Choukoud        | Atletiek         | Marathon | 2e Spelen |
| Ryan Clarke            | Atletiek         | 800 meter | debutant  |
| Ymkje Clevering        | Roeien           | Twee-zonder | 2e Spelen |
| Denzel Comenentia      | Atletiek         | Kogelslingeren | debutant  |
| Casper Corbeau         | Zwemmen          | 100m schoolslag 200m schoolslag 4x100m wisselslag gemengde estafette                                                                               | 2e Spelen |
| Jorrit Croon           | Hockey           | Hockeyploeg (mannen) | 3e Spelen |
| Nika Daalderop         | Volleybal        | volleybalploeg (vrouwen) | debutant  |
| Alida van Daalen       | Atletiek         | Discuswerpen Kogelstoten | debutant  |
| Anne van Dam           | Golf             | Individueel | 2e Spelen |
| Thijs van Dam          | Hockey           | Hockeyploeg (mannen) | 2e Spelen |
| Elles Dambrink         | Volleybal        | volleybalploeg (vrouwen) | debutant  |
| Lee-Lou Demierre       | Breaking         | B-boy | debutant  |
| Pien Dicke             | Hockey           | Hockeyploeg (vrouwen) | debutant  |
| Ellen van Dijk         | Wielersport      | Wegwedstrijd tijdrit | 3e Spelen |
| Sanne van Dijke        | Judo             | -70 kg gemengde landenwedstrijd | 2e Spelen |
| Sofie Dokter           | Atletiek         | Zevenkamp | debutant  |
| Gert-Jan van Doorn     | Roeien           | acht | debutant  |
| Simon van Dorp         | Roeien           | Skiff | 2e Spelen |
| Hermijntje Drenth      | Roeien           | Vier-zonder | debutant  |
| Jan Driessen           | Basketbal        | 3×3-basketbal | debutant  |
| Annette Duetz          | Zeilen           | 49erFX | 3e Spelen |
| Rinka Duijndam         | Handbal          | handbalteam (vrouwen) | 2e Spelen |
| Maike van der Duin     | Wielersport      | Koppelkoers Omnium | debutant  |
| Kelly Dulfer           | Handbal          | handbalteam (vrouwen) | 3e Spelen |
| Tessa Dullemans        | Roeien           | Dubbel-vier | debutant  |
| Britt Eerland          | Tafeltennis      | Enkelspel | 3e Spelen |
| Nsikak Ekpo            | Atletiek         | 4 × 100 meter estafette | debutant  |
| Kim Emmen              | Paardensport     | Springconcours individueel springconcours team | debutant  |
| Noël van 't End        | Judo             | -81 kg gemengde landenwedstrijd | 3e Spelen |
| Diane van Es           | Atletiek         | 10.000 m | 2e Spelen |
| Dieuwke Fetter         | Roeien           | acht | debutant  |
| Finn Florijn           | Roeien           | dubbel-vier | 2e Spelen |
| Karolien Florijn       | Roeien           | Skiff | 2e Spelen |
| Luna Fokke             | Hockey           | Hockeyploeg (vrouwen) | debutant  |
| Mike Foppen            | Atletiek         | 5000 m | 2e Spelen |
| Jonas de Geus          | Hockey           | Hockeyploeg (mannen) | 2e Spelen |
| Tessa Giele            | Zwemmen          | 100m vlinderslag 4x100m vrije slag estafette 4x100m wisselslag estafette                                                                           | debutant  |
| Menno van Gorp         | Breaking         | B-boy | debutant  |
| Sander de Graaf        | Roeien           | acht | 2e Spelen |
| Tallon Griekspoor      | Tennis           | Enkelspel Dubbelspel | debutant  |
| Yorick de Groot        | Volleybal        | Beachvolleybal | debutant  |
| Jermain Grünberg       | Gymnastiek       | Turnen | debutant  |
| Robin Haase            | Tennis           | Enkelspel Dubbelspel | 3e Spelen |
| Tamara Haggerty        | Handbal          | handbalteam (vrouwen) | debutant  |
| Sifan Hassan           | Atletiek         | 5000 m 10.000 m Marathon | 3e Spelen |
| Yoeri Havik            | Wielersport      | Koppelkoers | 2e Spelen |
| Laura van der Heijden  | Handbal          | handbalteam (vrouwen) | 3e Spelen |
| Chelsey Heijnen        | Boksen           | lichtgewicht | debutant  |
| Steijn van Heijningen  | Hockey           | Hockeyploeg (mannen) | debutant  |
| Tjep Hoedemakers       | Hockey           | Hockeyploeg (mannen) | debutant  |
| Silke Holkenborg       | Zwemmen          | 4x200m vrije slag estafette | debutant  |
| Yara ten Holte         | Handbal          | handbalteam (vrouwen) | debutant  |
| Jeffrey Hoogland       | Wielersport      | Keirin Sprint Teamsprint | 2e Spelen |
| Daan Hoole             | Wielersport      | Wegwedstrijd tijdrit | debutant  |
| Pauline Hondema        | Atletiek         | Verspringen | debutant  |
| Dimeo van der Horst    | Basketbal        | 3×3-basketbal | 2e Spelen |
| Dione Housheer         | Handbal          | handbalteam (vrouwen) | 2e Spelen |
| Marije van Hunenstijn  | Atletiek         | 4 × 100 meter estafette | 3e Spelen |
| Matthew Immers         | Volleybal        | Beachvolleybal | debutant  |
| Yibbi Jansen           | Hockey           | Hockeyploeg (vrouwen) | debutant  |
| Jip Janssen            | Hockey           | Hockeyploeg (mannen) | 2e Spelen |
| Marrit Jasper          | Volleybal        | volleybalploeg (vrouwen) | debutant  |
| Tasa Jiya              | Atletiek         | 200 m 4 × 100 meter estafette | 2e Spelen |
| Marleen Jochems        | Hockey           | Hockeyploeg (vrouwen) | debutant  |
| Imani de Jong          | Zwemmen          | 4x200m vrije slag estafette | debutant  |
| Roos de Jong           | Roeien           | Dubbel-vier | 2e Spelen |
| Sanne de Jong          | Paardensport     | Eventing individueel eventingteam | debutant  |
| Worthy de Jong         | Basketbal        | 3×3-basketbal | debutant  |
| Kitty Lynn Joustra     | Waterpolo        | Waterpoloploeg (vrouwen) | 2e Spelen |
| Arno Kamminga          | Zwemmen          | 100m schoolslag 200m schoolslag 4x100m wisselslag gemengde estafette                                                                               | 2e Spelen |
| Marit Kamps            | Judo             | +78 kg gemengde landenwedstrijd | debutant  |
| Jacob van de Kerkhof   | Roeien           | acht | debutant  |
| Maartje Keuning        | Waterpolo        | Waterpoloploeg (vrouwen) | 2e Spelen |
| Maya Kingma            | Triatlon         | individueel gemengde estafette | 2e Spelen |
| Rachel Klamer          | Triatlon         | individueel gemengde estafette | 2e Spelen |
| Lieke Klaver           | Atletiek         | 400 meter 4 × 400 meter estafette | 2e Spelen |
| Isaya Klein Ikkink     | Atletiek         | 4 × 400 meter estafette (gemengd) | debutant  |
| Jorinde van Klinken    | Atletiek         | Discuswerpen Kogelstoten | 2e Spelen |
| Ruben Knab             | Roeien           | acht | 2e Spelen |
| Jolien Knollema        | Volleybal        | volleybalploeg (vrouwen) | debutant  |
| Mitch Kolkman          | Triatlon         | individueel gemengde estafette | debutant  |
| Selma Konijn           | Kanovaren        | K-1 500m K-2 500m | debutant  |
| Sanne Koolen           | Hockey           | Hockeyploeg (vrouwen) | 2e Spelen |
| Wesley Koolhof         | Tennis           | Dubbelspel Gemengddubbelspel | 2e Spelen |
| Raf Kooremans          | Paardensport     | Eventing individueel eventingteam | debutant  |
| Janna van Kooten       | Zwemmen          | 4x200m vrije slag estafette | debutant  |
| Michael Korrel         | Judo             | -100 kg gemengde landenwedstrijd | 2e Spelen |
| Nyls Korstanje         | Zwemmen          | 100m vlinderslag 4x100m wisselslag estafette | 2e Spelen |
| Maureen Koster         | Atletiek         | 5000 m | 2e Spelen |
| Simone van de Kraats   | Waterpolo        | Waterpoloploeg (vrouwen) | 2e Spelen |
| Renée van Laarhoven    | Hockey           | Hockeyploeg (vrouwen) | debutant  |
| Kyra Lamberink         | Wielersport      | Teamsprint | debutant  |
| Bart Lambriex          | Zeilen           | 49er | 2e Spelen |
| Annelous Lammerts      | Zeilen           | Formula Kite | debutant  |
| Niels Laros            | Atletiek         | 1500 m | debutant  |
| Harrie Lavreysen       | Wielersport      | Keirin Sprint Teamsprint | 2e Spelen |
| Dinja van Liere        | Paardensport     | Dressuur individueel dressuurteam | debutant  |
| Lennart van Lierop     | Roeien           | Dubbel-vier | debutant  |
| Joanne van Lieshout    | Judo             | -63 kg gemengde landenwedstrijd | debutant  |
| Juliët Lohuis          | Volleybal        | volleybalploeg (vrouwen) | debutant  |
| Anne Luijten           | Atletiek         | Marathon | debutant  |
| Mick Makker            | Roeien           | acht | debutant  |
| Angela Malestein       | Handbal          | handbalteam (vrouwen) | 3e Spelen |
| Frédérique Matla       | Hockey           | Hockeyploeg (vrouwen) | 2e Spelen |
| Laila van der Meer     | Zeilen           | 470 (g) | debutant  |
| Veronique Meester      | Roeien           | Twee-zonder | 2e Spelen |
| Koen Metsemakers       | Roeien           | Dubbel-vier | 2e Spelen |
| Floris Middendorp      | Hockey           | Hockeyploeg (mannen) | debutant  |
| Hans Peter Minderhoud  | Paardensport     | Dressuur individueel dressuurteam | 4e Spelen |
| Freeke Moes            | Hockey           | Hockeyploeg (vrouwen) | debutant  |
| Joep de Mol            | Hockey           | Hockeyploeg (mannen) | 2e Spelen |
| Kim Molenaar           | Handbal          | handbalteam (vrouwen) | debutant  |
| Olav Molenaar          | Roeien           | acht | debutant  |
| Guus Mollee            | Roeien           | Vier-Zonder | debutant  |
| Lola Moolhuijzen       | Waterpolo        | Waterpoloploeg (vrouwen) | debutant  |
| Loran de Munck         | Gymnastiek       | Turnen | debutant  |
| Richard Murray         | Triatlon         | individueel gemengde estafette | 3e Spelen |
| Abdi Nageeye           | Atletiek         | Marathon | 3e Spelen |
| Sean Niewold           | Zwemmen          | 100m vrije slag | debutant  |
| Stefan Nillessen       | Atletiek         | 1500 meter | debutant  |
| Sam van Nunen          | Zwemmen          | 4x100m vrije slag estafette | debutant  |
| Laura Nunnink          | Hockey           | Hockeyploeg (vrouwen) | 2e Spelen |
| Larissa Nüsser         | Handbal          | handbalteam (vrouwen) | 2e Spelen |
| Tinka Offereins        | Roeien           | Vier-zonder | debutant  |
| Keet Oldenbeuving      | Skateboarden     | Street | 2e Spelen |
| Marloes Oldenburg      | Roeien           | Vier-zonder | debutant  |
| Eugene Omalla          | Atletiek         | 4 × 400 meter estafette (gemengd) | debutant  |
| Emma Oosterwegel       | Atletiek         | Zevenkamp | 2e Spelen |
| Luuc van Opzeeland     | Zeilen           | IQFoil | debutant  |
| Joris Otten            | Kanovaren        | C-1 slalom | debutant  |
| Bente Paulis           | Roeien           | Dubbel-vier | debutant  |
| Steffie van der Peet   | Wielersport      | Keirin Sprint Teamsprint | debutant  |
| Cathelijn Peeters      | Atletiek         | 400 meter horden 4 × 400 meter estafette | debutant  |
| Selena Piek            | Badminton        | gemengd dubbelspel | 3e Spelen |
| Puck Pieterse          | Wielersport      | Mountainbiken | debutant  |
| Stan Pijnenburg        | Zwemmen          | 4x100m wisselslag estafette | 2e Spelen |
| Celeste Plak           | Volleybal        | volleybalploeg (vrouwen) | 2e Spelen |
| Mathieu van der Poel   | Wielersport      | Wegwedstrijd | 2e Spelen |
| Estavana Polman        | Handbal          | handbalteam (vrouwen) | 2e Spelen |
| Lisa Post              | Hockey           | Hockeyploeg (vrouwen) | debutant  |
| Else Praasterink       | Schoonspringen   | 10m toren | debutant  |
| Tijmen Reyenga         | Hockey           | Hockeyploeg (mannen) | debutant  |
| Ralf Rienks            | Roeien           | acht | debutant  |
| Rik Rienks             | Roeien           | Vier-zonder | debutant  |
| Frank Rijken           | Gymnastiek       | Turnen | 2e Spelen |
| Nelson Ritsema         | Roeien           | Vier-zonder | 2e Spelen |
| Quinty Roeffen         | Boogschieten     | Recurveboog team | debutant  |
| Bente Rogge            | Waterpolo        | Waterpoloploeg (vrouwen) | debutant  |
| Lieke Rogge            | Waterpolo        | Waterpoloploeg (vrouwen) | debutant  |
| Jean-Julien Rojer      | Tennis           | Dubbelspel | 4e Spelen |
| Valerie van Roon       | Zwemmen          | 50m vrije slag | debutant  |
| Sven Roosen            | Atletiek         | Tienkamp | debutant  |
| Sharon van Rouwendaal  | Zwemmen          | Openwaterzwemmen | 4e Spelen |
| Arantxa Rus            | Tennis           | Enkelspel Dubbelspel | debutant  |
| Eveline Saalberg       | Atletiek         | 4 × 400 meter estafette | debutant  |
| Pien Sanders           | Hockey           | Hockeyploeg (vrouwen) | 2e Spelen |
| India Sardjoe          | Breaking         | B-girl | debutant  |
| Lisa Scheenaard        | Roeien           | Dubbel-twee | 2e Spelen |
| Jessica Schilder       | Atletiek         | Kogelstoten | 2e Spelen |
| Jan-Willem van Schip   | Wielersport      | Koppelkoers Omnium | 3e Spelen |
| Gaby Schloesser        | Boogschieten     | Recurveboog team | 3e Spelen |
| Casimir Schmidt        | Gymnastiek       | Turnen | debutant  |
| Emmelie Scholtens      | Paardensport     | Dressuur individueel dressuurteam | debutant  |
| Raïsa Schoon           | Volleybal        | Beachvolleybal | 2e Spelen |
| Myrte van der Schoot   | Atletiek         | 4 × 400 meter estafette | debutant  |
| Tes Schouten           | Zwemmen          | 100m schoolslag 200m schoolslag 4x100m wisselslag estafette                                                                                        | 2e Spelen |
| Demi Schuurs           | Tennis           | Dubbelspel Gemengddubbelspel | 2e Spelen |
| Vivian Sevenich        | Waterpolo        | Waterpoloploeg (vrouwen) | 2e Spelen |
| Kenzo Simons           | Zwemmen          | 50m vrije slag | debutant  |
| Arvin Slagter          | Basketbal        | 3×3-basketbal | 2e Spelen |
| Brigitte Sleeking      | Waterpolo        | Waterpoloploeg (vrouwen) | 2e Spelen |
| Sabrina van der Sloot  | Waterpolo        | Waterpoloploeg (vrouwen) | 2e Spelen |
| Nick Smidt             | Atletiek         | 400 m horden | 2e Spelen |
| Harrie Smolders        | Paardensport     | Springconcours individueel springconcours team | 3e Spelen |
| Laura Smulders         | Wielersport      | BMX | 4e Spelen |
| Merel Smulders         | Wielersport      | BMX | 2e Spelen |
| Jelle Snippe           | Judo             | +100 kg gemengde landenwedstrijd | debutant  |
| Zoë Sprengers          | Handbal          | handbalteam (vrouwen) | debutant  |
| Katja Stam             | Volleybal        | Beachvolleybal | 2e Spelen |
| Marrit Steenbergen     | Zwemmen          | 50m vrije slag 100m vrije slag 200m vrije slag 200m wisselslag 4x100m vrije slag estafette 4x200m vrije slag estafette 4x100m wisselslag estafette | 3e Spelen |
| Guusje Steenhuis       | Judo             | -78 kg gemengde landenwedstrijd | 2e Spelen |
| Rik Taam               | Atletiek         | Tienkamp | debutant  |
| Robin Tabeling         | Badminton        | gemengd dubbelspel | 2e Spelen |
| Duco Telgenkamp        | Hockey           | Hockeyploeg (mannen) | debutant  |
| Anne Terpstra          | Wielersport      | Mountainbiken | 3e Spelen |
| Lena Teunissen         | Kanovaren        | C-1 slalom | debutant  |
| Eline Timmerman        | Volleybal        | volleybalploeg (vrouwen) | debutant  |
| Maayke Tjin A-Lim      | Atletiek         | 100 meter horden | debutant  |
| Renzo Tjon-A-Joe       | Zwemmen          | 50m vrije slag | 3e Spelen |
| Kira Toussaint         | Zwemmen          | 100m rugslag 4x100m wisselslag estafette | 3e Spelen |
| Tornike Tsjakadoea     | Judo             | -60 kg gemengde landenwedstrijd | 2e Spelen |
| Tristan Tulen          | Schermen         | Degen | debutant  |
| Melvin Twellaar        | Roeien           | Dubbel-twee | 3e Spelen |
| Marijn Veen            | Hockey           | Hockeyploeg (vrouwen) | debutant  |
| Anne Veenendaal        | Hockey           | Hockeyploeg (vrouwen) | debutant  |
| Manon Veenstra         | Wielersport      | BMX | debutant  |
| Martijn de Veer        | Gymnastiek       | Turnen | debutant  |
| Sanna Veerman          | Gymnastiek       | Turnen | debutant  |
| Steven van de Velde    | Volleybal        | Beachvolleybal | debutant  |
| Martine Veldhuis       | Roeien           | Dubbel-twee | debutant  |
| Maria Verschoor        | Hockey           | Hockeyploeg (vrouwen) | 3e Spelen |
| Anouk Vetter           | Atletiek         | Zevenkamp | 4e Spelen |
| Derck de Vilder        | Hockey           | Hockeyploeg (mannen) | debutant  |
| Nadine Visser          | Atletiek         | 100 m horden | 3e Spelen |
| Naomi Visser           | Gymnastiek       | Turnen | debutant  |
| Maikel van der Vleuten | Paardensport     | Springconcours individueel springconcours team | 4e Spelen |
| Nikita van der Vliet   | Handbal          | handbalteam (vrouwen) | debutant  |
| Menno Vloon            | Atletiek         | Polsstokhoogspringen | 2e Spelen |
| Tisha Volleman         | Gymnastiek       | Turnen | debutant  |
| Demi Vollering         | Wielersport      | Wegwedstrijd tijdrit | 2e Spelen |
| Ruth Vorsselman        | Kanovaren        | K-1 500m K-2 500m | debutant  |
| Marianne Vos           | Wielersport      | Wegwedstrijd | 5e Spelen |
| Kai van Westering      | Zwemmen          | Hockeyploeg (vrouwen) | 3e Spelen |
| Martina Wegman         | Kanovaren        | K-1 slalom | 2e Spelen |
| Sara Wennekes          | Zeilen           | IQFoil | debutant  |
| Floris van de Werken   | Zeilen           | 49er | debutant  |
| Maaike de Waard        | Zwemmen          | 100m rugslag 4x100m wisselslag estafette | 2e Spelen |
| Xan de Waard           | Hockey           | Hockeyploeg (vrouwen) | 3e Spelen |
| Kai van Westering      | Zwemmen          | 100m rugslag 4x100m wisselslag estafette | debutant  |
| Bo van Wetering        | Handbal          | handbalteam (vrouwen | 2e Spelen |
| Lieke Wevers           | Gymnastiek       | Turnen | 3e Spelen |
| Sanne Wevers           | Gymnastiek       | Turnen | 3e Spelen |
| Lorena Wiebes          | Wielersport      | Wegwedstrijd | debutant  |
| Tone Wieten            | Roeien           | Dubbel-vier | 3e Spelen |
| Steve Wijler           | Boogschieten     | Recurveboog gemengdteam | 2e Spelen |
| Laura van der Winkel   | Boogschieten     | Recurveboog team | debutant  |
| Frank de Wit           | Judo             | -81 kg gemengde landenwedstrijd | 3e Spelen |
| Lisanne de Witte       | Atletiek         | 4 × 400 meter estafette | 3e Spelen |
| Iris Wolves            | Waterpolo        | Waterpoloploeg (vrouwen) | 2e Spelen |
| Floris Wortelboer      | Hockey           | Hockeyploeg (mannen) | debutant  |
| Hetty van de Wouw      | Wielersport      | Keirin Sprint Teamsprint | debutant  |
| Laila Youssifou        | Roeien           | Dubbel-vier | 2e Spelen |
| Roos Zwetsloot         | Skateboarden     | Street | 2e Spelen |